# Capitella capitata
Capitella capitata é uma espécie de anelídeo pertencente à família Capitellidae.
A autoridade científica da espécie é Fabricius, tendo sido descrita no ano de 1780.
Trata-se de uma espécie presente no território português, incluindo a sua zona económica exclusiva.